# Maks Veselko
Maks Veselko, slovenski bibliotekar, prevajalec in romanist, * 30. oktober 1926, Ljubljana, † 16. september 2021, Ljubljana
Maks Veselko se je rodil 30.10.1926 v Ljubljani istoimenskemu očetu Maksu (1900-1968), pravniku in uredniku pri Cankarjevi založbi ter prevajalcu in materi Ani R. Pezdirc, ki je bila po poklicu poštna uradnica. Po končanem študiju na Filozofski fakulteti v Ljubljani je bil večkrat zaposlen na različnih področjih, danes pa ga poznamo predvsem po nazivih uspešnega bibliotekarja, prevajalca in romanista.

## Šolanje
Svojo šolsko pot je začel v rojstnem kraju, Ljubljani, kjer je obiskoval osnovno šolo in nadaljeval s klasično gimnazijo. V sedmem razredu je moral svoje šolanje prekiniti, saj so ga leta 1944 Nemci zaprli in internirali. Po osvoboditvi je bil do leta 1947 pri vojakih, nato pa se je vrnil in na prejšnji gimnaziji opravil 8. razred in maturiral. Vpisal se je na Filozofsko fakulteto v Ljubljani, kjer je pridobival znanje na Oddelku za romanske jezike in književnost. Na taisti fakulteti je diplomiral leta 1952.

## Delo
Svoje službeno življenje je začel takoj po diplomi leta 1952 kot profesor na Slovenski gimnaziji v Kopru, kjer je učil italijanščino. Tam je poučeval tri leta, nato pa so ga prestavili v Narodno in univerzitetno knjižnico. Leta 1956 je opravil strokovni bibliotekarski izpit, 1968 pa je dobil naziv višji bibliotekar. Najprej je bil katalogizator periodičnega tiska, od leta 1960 pa je deloval kot vodja abecednega imenskega kataloga. Leta 1973 je bil zaposlen kot bibliotekar svetovalec, že naslednje leto pa je postal predsednik komisije za strokovne izpite. V letu 1976 je postal pomočnik ravnatelja Narodne in univerzitetne knjižnice. Leta 1980 je zaključil s funkcijo pomočnika ravnatelja in predsednika komisije za strokovne izpite, ter leta 1981, ko je deloval kot vodja časopisnega oddelka te knjižnice, končal svoje neposredno sodelovanje z NUK-om. Leta 1981 se je zaposlil kot višji predavatelj na Pedagoški akademiji v Ljubljani (tu je kot zunanji sodelavec predaval že od leta 1969) in na Filozofski fakulteti, kjer je poučeval bibliotekonomijo in še nekatere druge bibliotekarske predmete. Kljub temu, da se je upokojil leta 1988, je do konca šolskega leta 1990/91 še vedno (pogodbeno) predaval na bibliotekarskem oddelku Filozofske fakultete.
Maks Veselko je bil tudi prvi urednik in pobudnik nekaj letnikov strokovnega glasila Knjižnica, ki je nastala deset let po ustanovitvi Društva bibliotekarjev Slovenije leta 1957. Med letoma 1976 in 1980 je bil tudi predsednik Društva bibliotekarjev Slovenije oziroma Jugoslavije, v katerem je bil tudi v času izven svojega predsedovanja aktiven. Med tem je objavil veliko člankov v strokovnih revijah in iz italijanščine in francoščine prevedel okoli 40 leposlovnih in strokovnih del. Sodeloval je tudi v Slovenski bibliotekarski terminološki komisiji in je bil soavtor poskusnega snopiča z imenom Bibliotekarski terminološki slovar iz leta 1996. S tem je prispeval velik delež pri oblikovanju strokovne terminologije, ki dandanes dobiva vse popolnejšo podobo. Leta 1978 je organiziral mednarodni simpozij o knjižničarstvu v okviru kulturnega srečanja Alpe-Jadran.
O Veselku govorimo kot o izjemno pomembnem slovenskem strokovnjaku za katalogizacijo, ki je na to strokovno področje odločilno vplival zlasti med letoma 1965 in 1975, ko smo v Sloveniji prešli na mednarodni format kataložnih listkov (1966), ko je prišlo do centralizirane katalogizacije slovenskega gradiva (1968) in ko se je začela obdelava gradiva po ISBD (1975). Zaslužen je za prve prevode in priredbe mednarodnih standardnih bibliografskih opisov za monografske publikacije (ISBD(M)), serijske publikacije (ISBD(S)) in neknjižno gradivo (ISBD(NMB)). S svojim delom in idejami je strokovno javnost seznanjal v periodičnih strokovnih publikacijah namenjenim bibliotekarjem, med drugim tudi v že v prej omenjeni reviji Knjižnica (članki: Centralna katalogizacija slovenskega tiska, Nekaj misli ob uvajanju univerzalne bibliografske kontrole na Slovenskem, Knjižnice Ljubljanske univerze, Novi mednarodni standard za opis knjižničnega gradiva, itd.).
Veselkovo delovanje na prej omenjenem področju pa ni bilo omejeno le na Slovenijo. Zelo pomembna je bila njegova udeležba pri prehajanju ISBD v takratni jugoslovanski državi. Zlasti odmevna je bila publikacija Savjetovanje o uvođunarodnog standardog bibliografskog opisa za omeđene publikacije u bibliotečne kataloge (1975), ki je nastala z njegovim sodelovanjem z zagrebško strokovnjakinjo Evo Verono. Publikacija je pomembna zaradi svoje postavitve temeljev za enoten knjižničnoinformativni sistem v tedanji državi, ki se je s tem posodobljeno vključila v mednarodno izmenjavo tovrstnih obvestil.

## Nagrade
- 1967- Čopova diploma
- 1967- Odlikovan z redom zaslug za narod s srebrno zvezdo
- 1975- Odlikovan z redom dela z zlatim vencem

## Objave, pomembna dela

### Samostojne publikacije
- Savjetovanje o uvođenju Međunarodnog standardnog bibliografskog opisa za omeđene publikacije u bibliotečne kataloge (1975 ; Zagreb). Zagreb : Hrvatsko bibliotekarsko društvo, 1975. – 223 str. : 222 ilustr. ; 25 cm. – (Izdanja Hrvatskog bibliotekarskog društva ; knj. 11)
- Bibliotekarski terminološki slovar : poskusni snopič / [izdala] Narodna in

univerzitetna knjižnica in Znanstvenoraziskovalni center Slovenske akademije znanosti in umetnosti. – Ljubljana : Narodna in univerzitetna
knjižnica, 1996. – 84 str. ; 24 cm
- Bibliotekarski terminološki slovar / Ivan Kanič ... [et al.] ; [uredil

Ivan Kanič]. - Ljubljana : Zveza bibliotekarskih društev Slovenije :
Narodna in univerzitetna knjižnica, 2009 ([Ljubljana] : Copis). - 370 str.
24 cm.

### Učbeniki
- Osnove bibliologije in bibliografije. – [1. natis]. – Ljubljana : Zavod SR

Slovenije za šolstvo, 1984. – 111 str. ; 25 cm. – (Srednje izobraževanje)
- Osnove knjižničarstva. – 1. natis. – Ljubljana : Posebna izobraževalna

skupnost za kulturo, 1987 (Srednje izobraževanje / PIS za kulturo)
Soavtor. – Iz vsebine: Strokovna obdelava knjižničnega gradiva: str. 99–
164.

### Prevodi mednarodnih standardov
- ISBD(M) : mednarodni standardni bibliografski opis monografskih

publikacij : slovenski prevod / Mednarodna zveza društev bibliotekarjev. –
Ljubljana : Narodna in univerzitetna knjižnica, 1975
- ISBD(S) : mednarodni standardni bibliografski opis serij : priporočilo skupne

delovne komisije … : slovenski prevod / Mednarodna zveza društev
bibliotekarjev. – Ljubljana : Narodna in univerzitetna knjižnica, 1975
- ISBD(S) : mednarodni standardni bibliografski opis tekočih publikacij /

pripravila skupna delovna skupina za mednarodni Standardni opis tekočih
publikacij, ki sta jo oblikovala odbor za tekoče publikacije Mednarodne zveze
društev bibliotekarjev in ustanov. – 1. standardna izd. – Ljubljana : Narodna
in univerzitetna knjižnica, 1981
- ISBD(M) : mednarodni standardni bibliografski opis monografskih

publikacij. – Predelana 1. standardna izd. – Ljubljana : Narodna in
univerzitetna knjižnica, 1981
- ISBD(NBM) : mednarodni standardni bibliografski opis neknjižnega gradiva

priporočilo delovne skupine za mednarodni standardni bibliografski opis
neknjižnega gradiva, ki jo je oblikoval odbor IFLA za katalogizacijo. –
Ljubljana : Narodna in univerzitetna knjižnica, 1983

### Strokovni prispevki v zbornikih in revijah
- Matične knjižnice : centri za razvoj knjižničarstva v občini. – Knjižnica, 8, 1964, št. 3/4, str. 87–95.
- Knjižnice ljubljanske univerze. – Knjižnica, 9, 1965, št. 1/4, str. 32–39.
- Centralna katalogizacija slovenskega tiska. – Knjižnica, 12, 1968, št. 1/4, str. 53–55.
- Katalogizacija faksimiliranih izdaj : (ob primeru Dalmatinove biblije). – Knjižnica, 13, 1969, št. 1/4, str. 76–79.
- O katalogizaciji : operna besedila in dodatni vpisi. – Knjižnica, 14, 1970, št. 1/ 4, str. 111–114.
- Nekaj misli ob uvajanju univerzalne bibliografske kontrole na Slovenskem. – Knjižnica, 19, 1975, št. 1/4, str. 60–70.
- Univerzalna bibliografska kontrola in njeno uvajanje v jugoslovanske knjižnice. – Obvestila republiške matične službe 1975, št. 12, str. 21–28.
- Izmenjava katalognih listkov med narodnimi knjižnicami Jugoslavije. – Knjižnica, 22, 1978, št. 1/2, str. 90–92.
- Novi mednarodni standardi za opis knjižničnega gradiva.– Obvestila republiške matične službe 1978, št. 16, str. 33–34.
- Delo z listki centralne katalogizacije slovenskega tiska. – Obvestila republiške matične službe, 1979, št. 19, str. 23–28.
- Študij katalogizacije na Pedagoški akademiji v Ljubljani. – Knjižnica, 26, 1982, št. 1/2, str. 47–52.
- Sadašnja organizacija studija bibliotekarstva na Pedagoškoj akademiji u Ljubljani. – V: Obrazovanje bibliotekara na dodiplomskoj razini. – Zagreb : Filozofski

fakultet, 1986. – 2 str.
- Centralna katalogizacija slovenskega tiska. – V: Enciklopedija Slovenije, 2, 1988, str. 28.

### Poljudnoznanstveni prispevki
- Založbe in knjižnice. – Knjiga 1964, št. 3, str. 29–30.
- Težaven položaj knjižnic : po zborovanju slovenskih bibliotekarjev v Murski Soboti. – Delo, 5. 20. X. 1964, št. 287, str. 5.
- Trideset let Društva bibliotekarjev Slovenije. – Kulturni poročevalec, 9, 1978, št. 32, str. 5–7.
- Knjižnice in katalogi. – Naši razgledi, 27. 10. III. 1978, št. 5, str. 146.
- Dosti možnosti : po posvetovanju knjižničarjev treh dežel / zapisala Manja Anderle. – Dnevnik 20. V. 1978, št. 135, str. 5.

### Poročila in ocene
- Dve naši pokrajinski glasili. – Knjižnica, 9, 1965, št. 1/4, str. 101–102.
- Tri dragocene pridobitve NUK. – Knjižnica, 12, 1968, št. 1/2, str. 65–67. O katalogih ameriške Kongresne knjižnice, knjižnice Britanskega muzeja in pariške nacionalke.
- Eva Verona: Pravilnik i priručnik za izradbu abecednih kataloga. Prvi dio: odrednice i redalice. Zagreb, 1970. – Knjižnica, 15, 1971, št. 3/4, str. 178–180.
- Na kongresu italijanskih bibliotekarjev. – Knjižnica, 18, 1974, št. 1/2, str. 67–70.
- Šesta skupščina Zveze društev bibliotekarjev Jugoslavije, Sarajevo 1975. – Knjižnica, 20, 1976, št. 1/4, str. 206-209.
- Kongres Mednarodnega združenja bibliotekarskih društev, Lausanne 1976. – Knjižnica, 21, 1977, št. 1/4, str. 137–140.
- Jubilejni kongres Mednarodne zveze bibliotekarskih društev in ustanov (IFLA) v Bruslju 1977. – Knjižnica, 22, 1978, št. 1/2, str. 150–152.
- Sedma skupščina Zveze društev bibliotekarjev Jugoslavije v Hercegnovem 1977. – Knjižnica, 22, 1978, št. 1/2, str. 152–154.
- Kulturno srečanje Alpe-Jadran 1978. – Knjižnica, 22, 1978, št. 3/4, str. 235–236.
- Spomladanski plenum DBS na Ravnah 1978. – Knjižnica, 22, 1978, št. 1/2, str. 117–124.
- Narodna in univerzitetna knjižnica ob koncu leta 1976. – Zbornik Narodne in univerzitetne knjižnice, 2, 1978, str. 117–124.